# Nxamasere
Nxamasere est une ville du Botswana.